# Pardailhan
Pardailhan è un comune francese di 187 abitanti situato nel dipartimento dell'Hérault nella regione dell'Occitania.

## Geografia fisica

### Clima
Pardailhan ha un clima di tipo mediterraneo montagnoso: esso subisce l'influenza dell'altezza e della prossimità della Montagna Nera e dei monti dell'Espinouse.

## Società

### Evoluzione demografica
Abitanti censiti